# Cleveland Rockers 2001
La stagione 2001 delle Cleveland Rockers fu la 5ª nella WNBA per la franchigia.
Le Cleveland Rockers vinsero la Eastern Conference con un record di 22-10. Nei play-off persero la semifinale di conference con le Charlotte Sting (2-1).

## Roster
| N° | Naz.                   | Ruolo | Sportivo          | Anno | Alt. | Peso |
| -- | ---------------------- | ----- | ----------------- | ---- | ---- | ---- |
| 4  | Stati Uniti (bandiera) | AC    | Angelina Wolvert  | 1978 | 191  | 93   |
| 6  | Rep. Ceca (bandiera)   | A     | Eva Němcová       | 1972 | 191  | 78   |
| 8  | Stati Uniti (bandiera) | C     | Chasity Melvin    | 1976 | 191  | 84   |
| 11 | Stati Uniti (bandiera) | G     | Tricia Bader      | 1973 | 163  | 57   |
| 12 | Belgio (bandiera)      | AC    | Ann Wauters       | 1980 | 193  | 88   |
| 14 | Australia (bandiera)   | A     | Penny Taylor      | 1981 | 185  | 76   |
| 21 | Stati Uniti (bandiera) | G     | Jennifer Rizzotti | 1974 | 168  | 66   |
| 23 | Portogallo (bandiera)  | A     | Mery Andrade      | 1975 | 185  | 77   |
| 25 | Stati Uniti (bandiera) | G     | Merlakia Jones    | 1973 | 175  | 67   |
| 30 | Stati Uniti (bandiera) | G     | Helen Darling     | 1978 | 170  | 74   |
| 31 | Stati Uniti (bandiera) | C     | Paige Sauer       | 1977 | 193  | 92   |
| 32 | Stati Uniti (bandiera) | A     | Adia Barnes       | 1977 | 180  | 75   |
| 34 | Stati Uniti (bandiera) | A     | Rushia Brown      | 1972 | 188  | 79   |
| 41 | Bahamas (bandiera)     | AC    | Pollyanna Johns   | 1975 | 191  | 75   |
| 42 | Stati Uniti (bandiera) | A     | Vicki Hall        | 1969 | 185  | 82   |

## Staff tecnico
Allenatore: Dan Hughes

Vice-allenatori: Lisa Boyer, Janice Lawrence

Preparatore atletico: Georgia Fischer